# Nelson Perez
Pour les articles homonymes, voir Perez.
Nelson Jesus Perez, né le 16 juin 1961 à Miami, est un prélat américain, archevêque de Philadelphie depuis janvier 2020 après avoir été évêque de Cleveland à partie de 2017. Sa devise est Confide et spera.

## Biographie

### Formation
Nelson Perez est le fils de David et Emma Perez. Il suit les cours de la Memorial High School de West New York, dans le New Jersey. Il obtient un Bachelor of Arts de la Montclair State University en 1983 et enseigne au Colegio La Piedad, école catholique élémentaire de Puerto Rico, avant d'entrer au séminaire Saint-Charles-Borromée de Philadelphie. Il y obtient un Master of Arts et un Master of Divinity en 1988 et 1989 respectivement.

### Prêtre
Nelson Perez est ordonné prêtre pour l'archidiocèse de Philadelphie le 20 mai 1989. Il est nommé d'abord à la paroisse Saint-Ambroise de Philadelphie (1989–1993). Il sert aussi de directeur associé du Bureau des catholiques hispaniques (1990–1993); il est directeur de l'Institut catholique pour l'évangélisation (1993–2002); curé de Saint-Guillaume de Philadelphie (2002–2009),  puis curé de Sainte-Agnès de West Chester. En 1998, il est nommé chapelain de Sa Sainteté, et en 2009, prélat d'honneur par Benoît XVI.

## Évêque

### Évêque auxiliaire de Rockville Centre
Le 8 juin 2012, Nelson Perez est nommé évêque auxiliaire du diocèse de Rockville Centre par Benoît XVI. Il est consacré le 25 juillet 2012 comme évêque in partibus de Catrum (de) par Mgr William Murphy.
Mgr Perez est engagé dans plusieurs projets sociaux en faveur des chrétiens de Terre Sainte . En 2015, il est nommé grand-officier de l'ordre du Saint-Sépulcre par le cardinal grand-maître  O'Brien et le 31 octobre 2015 le cardinal Dolan l'installe en la cathédrale Saint-Patrick de New York comme grand-prieur de la région Eastern USA.

### Évêque de Cleveland
Le 11 juillet 2017, le pape François le nomme évêque de Cleveland, et il est installé le 5 septembre suivant.

### Archevêque de Philadelphie
En janvier 2020, il est nommé au siège archiépiscopal de Philadelphie et installé le 18 février suivant.